# Nora Mørk
Nora Mørk (* 5. April 1991 in Oslo) ist eine norwegische Handballspielerin.

## Karriere

### Verein
Nora Mørk begann im Alter von sechs Jahren das Handballspielen beim norwegischen Verein Bækkelagets SK. Acht Tage nach ihrem 16. Geburtstag lief sie erstmals mit der ersten Damenmannschaft auf. 2007 schloss sich Mørk dem dänischen Verein Aalborg DH an, mit dem sie am EHF-Pokal teilnahm. Nachdem Aalborg schlecht in die Saison gestartet war und gegen den Abstieg gespielt hatte, wurde zur Weihnachtszeit Aalborg DH's norwegischer Trainer Leif Gautestad entlassen; kurz darauf verließ sie Aalborg DH. Den Rest der Saison 2007/08 spielte sie wieder für Bækkelagets SK in Norwegen. Nach dem Saisonende unterschrieb sie einen Vertrag beim norwegischen Erstliga-Aufsteiger Njård. Im Sommer 2009 wechselte sie zum norwegischen Erstligisten Larvik HK. In den Jahren 2010 und 2011 gewann sie mit diesem Team die norwegische Meisterschaft sowie 2011 die EHF Champions League. Im Mai 2011 litt Nora Mørk unter Knieschmerzen, weshalb sie sich operieren ließ; aufgrund mehrerer Komplikationen musste sie sich insgesamt sechs Mal am Knie operieren lassen. Erst zum Saisonende 2012/13 kehrte sie wieder in den Kader von Larvik HK zurück und kam in den letzten Spielen der Saison 2012/13 sowie im Finale der Champions League zum Einsatz. Ab der Saison 2016/17 lief sie für den ungarischen Spitzenverein Győri ETO KC auf. Im Februar 2018 zog sich Mørk eine Kreuzbandverletzung zu, woraufhin sie bis März 2019 pausierte. Im Sommer 2019 schloss sie sich dem rumänischen Erstligisten CSM Bukarest an. Kurz vor dem Saisonbeginn 2019/20 musste sie sich erneut am Knie operieren lassen. Im Februar 2020 musste sie sich zum 10. Mal in ihrer Karriere am Knie operieren lassen. Mørk schloss sich im Sommer 2020 dem norwegischen Erstligisten Vipers Kristiansand an. Zur Saison 2022/23 wechselte sie zum dänischen Erstligisten Team Esbjerg. Ab September 2024 pausierte sie aufgrund ihrer körperlichen Verfassung. Im Oktober desselben Jahres gab sie ihre Schwangerschaft bekannt. In der Saisonvorbereitung auf die Spielzeit 2025/26 kehrte sie in das Aufgebot von Team Esbjerg zurück.

### Nationalmannschaft

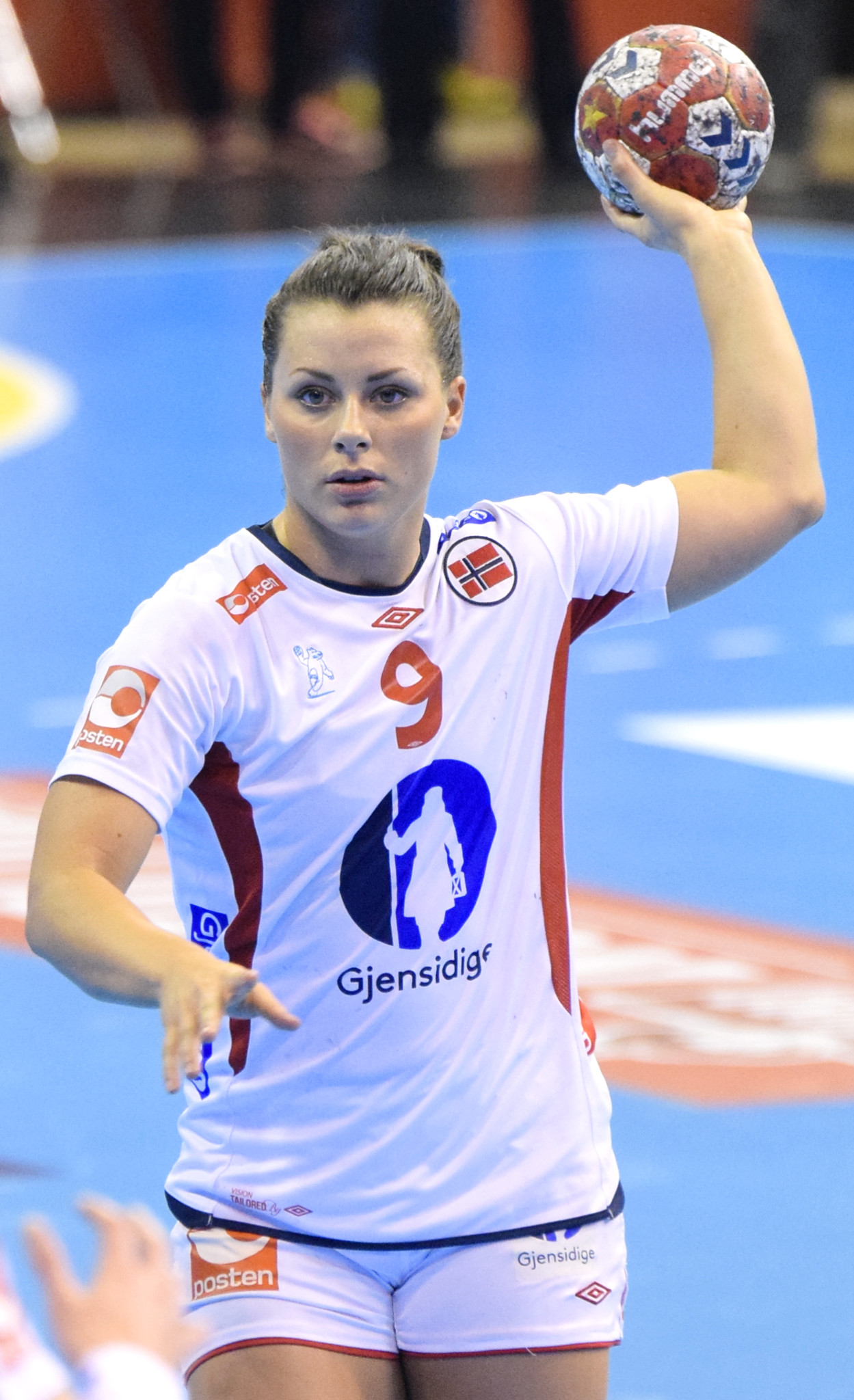
Mørk für Norwegen (2015)

Mørk bestritt bislang 192 Länderspiele für die norwegische Nationalmannschaft, in denen sie 913 Treffer erzielte. Mit Norwegen gewann sie die Europameisterschaft 2010. Die Norwegerin nahm weiterhin an der Weltmeisterschaft 2013 teil. Bei der Europameisterschaft 2014 gewann sie die Goldmedaille und wurde in das All-Star-Team gewählt. 2015 gewann Mørk die Weltmeisterschaft und sie wurde in das All-Star-Team gewählt. Bei den Olympischen Spielen 2016 in Rio de Janeiro gewann sie die Bronzemedaille. Bei der Europameisterschaft 2016 gewann sie erneut den EM-Titel, wurde in das All-Star-Team gewählt und wurde zusätzlich mit 53 Treffern Torschützenkönigin des Turniers. Mørk gewann ein Jahr später die Silbermedaille bei der Weltmeisterschaft. Zusätzlich wurde sie in das All-Star-Team gewählt und wurde mit 66 Treffern Torschützenkönigin des Turniers.
Mørk gewann bei der Europameisterschaft 2020 ihrem vierten EM-Titel. Mit insgesamt 52 Treffern wurde sie Torschützenkönigin. Zusätzlich wurde sie in das All-Star-Team gewählt. Mit der norwegischen Auswahl gewann sie die Bronzemedaille bei den Olympischen Spielen in Tokio. Mørk wurde mit 52 Treffern Torschützenkönigin des olympischen Turniers. 2021 gewann sie zum zweiten Mal die Weltmeisterschaft. Mørk belegte mit 43 Treffern den dritten Platz in der Torschützenliste des Turniers und wurde in das All-Star-Team berufen. 2022 verteidigte sie mit Norwegen den Titel bei der Europameisterschaft. Mit 50 Treffern errang sie ein weiteres Mal die Torschützenkrone. Im folgenden Jahr errang sie die Silbermedaille bei der Weltmeisterschaft, bei der sie 26 Tore warf. Bei den Olympischen Spielen in Paris gewann sie die Goldmedaille.

### Erfolge
- norwegischer Meister der Eliteserien håndball 2010, 2011, 2013, 2014, 2015, 2016, 2021, 2022
- ungarischer Meister 2017, 2018, 2019
- ungarischer Pokal 2018
- dänischer Meister 2023, 2024
- dänischer Pokal 2022
- EHF Champions League 2011, 2017, 2018, 2019, 2021, 2022
- Weltmeisterin 2015, 2021
- Silbermedaille bei der Weltmeisterschaft 2017, 2023
- Europameisterin 2010, 2014, 2016, 2020, 2022
- Goldmedaille bei den Olympischen Spielen 2024
- Bronzemedaille bei den Olympischen Spielen 2016, 2020
- U19-Europameisterin 2009[35]
- U20-Weltmeisterin 2010[36]

## Privates
Nachdem Mørk mit dem norwegischen Fußballspieler Stefan Strandberg eine Beziehung hatte, ist sie mittlerweile mit dem schwedischen Handballspieler Jerry Tollbring liiert. Ihre Schwester Kaja sowie ihre Zwillingsschwester Thea spielten ebenfalls Handball.